# Склянка Часу*Zeitglas
«Склянка Часу*Zeitglas» — міжнародний літературно-мистецький журнал, що виходить українською, російською та німецькою мовами, а також однойменне видавництво. Головний редактор — Олександр Апальков.

## Історія журналу
Заснований у 1995 році Олександром Апальковим та Карлом Шелнбергером, які увійшли до первісного складу редакції. Видається щоквартально без перерв.  
У 2003 журнал пройшов державну реєстрацію і отримав право передплати на території країн СНД та зарубіжжя, зокрема Німеччини.
За сприяння журналу з весни 2012 року щоквартально видається літературно-художній альманах «Скіфія».
Редакцією журналу започатковано та проводиться щорічно ряд літературних конкурсів, серед них:
- поетичний — «Чатує в століттях Чернеча гора» ( із 2014 року відбулося десять конкурсів)
- короткої прози — Zeitglas ( із 2000 року відбулося 9 конкурсів). Твори переможців перекладаються німецькою мовою із подальшою публікацію.

## Книги видавництва
Деякі книги видавництва:
- Іриси для коханого: етюди / Тетяна Череп-Пероганич, редактор Оксана Радушинська; технічний редактор Олександр Апальков; художник Таміла Гринюк. — Канів: видавництво «Склянка Часу*Zeitglas», 2014. — 24 сторінки, ISBN 978-966-2306-64-4.
- 100 на 100 : Сто найкращих віршів журналу "Склянка Часу*Zeitglas" — Склянка Часу*Zeitglas, 2011. — 140 с. — м.Канів. — Наклад 1000 шт. ISBN: 978-966-2306-20-0
- Теплі мамині казки: вірші для дошкільного віку / Тетяна Череп-Пероганич, художник Оксана Грек. — Канів: видавництво «Склянка Часу*Zeitglas», 2014. — 12 сторіноки, ISBN 978-966-2306-71-2.
- Вечно (новела) /Олександр Апальков, післяслово Маргарита Шевернога. — Канів: видавництво Склянка Часу*Zeitglas, 2017. — 62 сторінки. ISBN 978-617-7425-16-7
- Таганчанський лексикон-II: Видання друге, упорядник О.Апальков, Дорошенко Василь, Дорошенко Антоніна — Склянка Часу*Zeitglas, 2016. — 200 с. — (Серія: Краєзнавча література). — м. Канів, ISBN 966-306-94-1
- ВІСНИК IV-го міжнародного конкурсу короткого оповідання «Zeitglas-2015»: спеціальне видання, Упорядник: Апальков Олександр, — Склянка Часу*Zeitglas, 2015. — 640 с. — (Серія: Вісник конкурсу короткої прози Zeitglas). — м. Канів
- Украинская каб(б)ала (роман) / Анатолий Крым.  Канів: видавництво Склянка Часу*Zeitglas, 2014. — 322 сторінки. ISBN 978-996-2305-56-9
- Ті, що біжать за... (новели) / Людмила Ясна. Канів: видавництво Склянка Часу*Zeitglas, 2019. — 148 сторінок. ISBN 978-617-7425-41-9